# Los Galindos
Los Galindos és una companyia de circ contemporani fundada el 1991 per artistes formats amb mestres com Rogelio Rivel o Silvia Monfort, articulada al voltant de Marcel Escolano i Bet Garrell. És una de les companyies catalanes de circ de referència internacional: treballen per Europa, tot el continent americà, Austràlia i el Pròxim Orient, i freqüenten les fires i els festivals de més prestigi. Actuen preferentment al carrer, però també en carpa, en escenaris a la italiana o, com per exemple en Maiurta, van actuar en una iurta. Els seus espectacles solen estar adreçats a públics de tota edat i condició, sempre amb sentit de l'humor, tot combinant acrobàcia, equilibrisme, malabarisme i trapezi minivolant. És una de les companyies impulsores de l'Associació de Circ Rogelio Rivel, promotora i gestora de l'Escola de Circ Rogelio Rivel.

## Trajectòria
Los Galindos han col·laborat sovint amb Pallassos Sense Fronteres i, a més dels espectacles de creació pròpia, han treballat amb el Circ Raluy el 1992 i el amb el Circ Crac (La gran reprís, 1995, i Miratges, mentides i misteris, 1997). El 1992 van participar en les cerimònies de cloenda dels Jocs Olímpics de Barcelona i la d'inauguració dels Jocs Olímpics d'Hivern d'Albertville. Amb motiu de l'exposició «Picasso i el circ» organitzada pel Museu Picasso de Barcelona, desembre 2006-febrer 2007, van coordinar l'espectacle circense del mateix títol, en què diversos personatges picassians prenien vida en diferents espais del museu. El 2011 van inaugurar la Fira de Tàrrega amb l'espectacle Entròpic, amb artistes nacionals i internacionals de primera línia.Molt vinculats a l'Ateneu Popular Nou Barris, han actuat en nombrosos esdeveniments i en produccions del Circ d’Hivern, com Esplèndid Circ d'Hivern, Ulls clucs i Circus Klezmer.
El 2000 van rebre un Aplaudiment dels Premis FAD Sebastià Gasch d'arts parateatrals «per l'espectacularitat, la poesia i les grans dosis d'humor de l'espectacle» i el 2001, el seu espectacle Amalgama va rebre una menció especial dels premis Ciutat de Barcelona «per la brillant conjunció dels diferents llenguatges escènics».

## Produccions
1991 Los grandes Gobelinos. Creació col·lectiva. 1a Festa del Circ. Parc de la Ciutadella, Barcelona.
1992 Las fábulas del Circo de Tudela. Creació col·lectiva. Nou Barris, Barcelona.
1994 Recuerdo de Constantinopla. Direcció: Michel Dallaire. Fira de Tàrrega.
1998 Teruel lover's. Direcció: Michel Dallaire i Bina Riech. Cabaret Camaleon, Berlín.
1999 Amalgama. Direcció: Michel Dallaire. Festival Artist, Badajoz.
2005 Nova vida amb Josep i Maria. Direcció: Sébastien Barrier i Helena Pla. Teatre Josep Maria de Sagarra, Santa Coloma de Gramenet.
2008 Úrsula i Dimitri. Direcció: Michel Dallaire. Muntatge musical: Mau. Hangar des Mines, Saint-Sébastien- d'Aigrefeuille, França; Capgirat. Direcció: Marcel Escolano. Compositor i pianista: Livi Loricourt. Circ de Nadal de La Vela, Vilanova i la Geltrú.
2011 Entròpic. Direcció: Bet Garrell i Marcel Escolano. Creació musical: La Txampola, Trip Experiment. Fira Tàrrega.; Maiurta. Direcció: Bet Garrell. Creació musical: Marc Vila. Centre de Recerca de les Arts del Circ (CRAC), Sant Esteve de Palautordera
2012 Circ de Nadal al Mercadal. Creació col·lectiva. Girona.

## Referència
1. 1 2 3  jané i Romeu, Jordi. «Los Galindo». Enciclopèdia de les Arts Escèniques Catalanes.  Institut del Teatre (reconeixement). [Consulta: 2022-02-2e].
2. ↑  «Premis FAD Sebastià Gasch d'Arts Parateatrals». [Consulta: 23 febrer 2022].
3. ↑  «Premis atorgats per l'Ajuntament de Barcelona. Premis Ciutat de Barcelona. 2000». [Consulta: 23 febrer 2022].